# Lixophaga parva
Lixophaga parva là một loài ruồi trong họ Tachinidae.